# Salinas (Uruguay)
Salinas es una ciudad uruguaya que cuenta con 2 kilómetros de playa, ubicada a 38 kilómetros al este de la capital en el departamento de Canelones y sede del municipio homónimo.

## Geografía
La ciudad se ubica al sur del departamento de Canelones, sobre las costas del Río de la Plata, en la zona conocida como Costa de Oro y en el km 38,5 de la ruta Interbalnearia, en su intersección con Ruta 87. La ciudad de Salinas está compuesta por balnearios: Salinas desde calle Colón hasta calle Solís, Marindia desde Solís hasta El Fortín, Pinamar desde Colón hasta Avenida de los Pinos y Neptunia desde Avenida de los Pinos hasta el peaje "Peaje Arroyo Pando"

## Historia
Desde los tiempos de la fundación de la ciudad de Montevideo, la zona de Salinas pertenecía a la estancia establecida en el este por el capitán Pedro Millán, mientras que luego de 1811 se convirtió en una zona de chacras.
Salinas fue fundada como balneario en el año 1937 por iniciativa del escribano Hildebrando A. Berenguer y el abogado Luis Calzada, siendo Luis María De Mula el agrimensor encargado del fraccionamiento inicial (trabajo completado por los Agrimensores Omar Paganini y Carlos Rabassa). Su nombre surgió debido a la similitud que sus fundadores encontraron con el balneario chileno de Las Salinas, cercano a la ciudad de Valparaíso. En 1938 fueron vendidos los primeros terrenos del balneario.
En 1952 fue inaugurado el Obelisco a José Artigas de 31 metros de altura, ubicado al final de la avenida Julieta, junto al acceso a la playa; dicha obra sustituyó al mástil original que tenía como fin izar el pabellón nacional, pero que debió sustituirse al haberse quebrado. En 1955 quedó inaugurada la Avenida Julieta, principal arteria local y centro comercial del balneario. Sobre la misma se construyó el conocido arco, en los accesos al balneario, y que es obra del arquitecto Omar Ariasi.
A partir de la década de 1970, comenzaron a llegar montevideanos a la zona, que se instalaron como residentes permanentes.
El balneario fue elevado a la categoría de ciudad por ley 15.283 de 1 de junio de 1982.

## Población
Según el censo de 2023 la ciudad contaba con una población de 11.700 habitantes, aumentando más de un 35% desde el último censo (2011).
| 931           | 1,866 | 2,523 | 5,279 | 6,574 | 8,626 | 11,700 |
| (Fuente: INE) |       |       |       |       |       |        |